# كريستوني (كيلكيس)
كريستوني (Κρηστώνη) هي مدينة في كيلكيس في مقاطعة فوريا إلادا في اليونان.